# プリシピテイション
プリシピテイション (Precipitation) はイギリスの競走馬・種牡馬。成長が遅れたためクラシック競走には参加できなかったが、アスコットゴールドカップ、ジョッキークラブステークスに勝った。種牡馬としても競馬、乗馬両方面で成功した。あだ名はそのおっとりとした気性と大柄な馬体から「gentle giant」（優しい巨人）。

## おもな勝ち鞍
- アスコットゴールドカップ
- ジョッキークラブステークス
- キングエドワード7世ステークス
- ハイペリオンステークス

## おもな産駒
- シャモセール（セントレジャーステークス、1964年イギリス・アイルランドリーディングサイアー）
- エアボーン（エプソムダービー、セントレジャーステークス）
- フリオーソ（馬術競技の大種牡馬）
- アグリコラ（1967/1968年オーストラリアリーディングサイアー）
- カウントレンダード（1955/1956年ニュージーランドリーディングサイアー）
- プレモニション（セントレジャーステークス）
- シュプリームコート（キングジョージ6世&クイーンエリザベスフェスティバルオブブリテンステークス）
- サマータイム（ニュージーランドリーディングサイアー4回）
- シェシューン（アスコットゴールドカップ、サンクルー大賞、ササフラの父）
- ワイハリー（オークス）